# Vidyanagar Airport
Vidyanagar Airport (engelska: Jindal Vijaynagar Airport) är en flygplats i Indien.   Den ligger i distriktet Bellary och delstaten Karnataka, i den södra delen av landet, 1 500 km söder om huvudstaden New Delhi. Vidyanagar Airport ligger 508 meter över havet.
Terrängen runt Vidyanagar Airport är platt åt nordost, men åt sydväst är den kuperad. Runt Vidyanagar Airport är det ganska tätbefolkat, med 172 invånare per kvadratkilometer. Närmaste större samhälle är Sandūr, 13,6 km sydväst om Vidyanagar Airport. Omgivningarna runt Vidyanagar Airport är en mosaik av jordbruksmark och naturlig växtlighet.